# Palaeopsylla atlantica
Palaeopsylla atlantica är en loppart som beskrevs av Jordan et Rothschild 1912. Palaeopsylla atlantica ingår i släktet Palaeopsylla och familjen mullvadsloppor.

## Underarter
Arten delas in i följande underarter:
- P. a. atlantica
- P. a. grulichi